# Pražský lingvistický kroužek
Pražský lingvistický kroužek (zkratka PLK), někdy nepřesně nazývaný významově širším termínem „Pražská škola“, je dosud existující spolek českých a zahraničních lingvistů, který byl neformálně založen 6. října 1926 Vilémem Mathesiem a úředně zaregistrován v roce 1930, obnoven v roce 1990 Oldřichem Leškou. K zakládající skupině patřili kromě iniciátora Viléma Mathesia čeští jazykovědci Bohumil Trnka, Bohuslav Havránek a Jan Mukařovský, z cizinců k základním myšlenkám nejvíce přispěli Roman Jakobson, Nikolaj Sergejevič Trubeckoj a Sergej Karcevskij. Pokusem o ucelený výzkumný program jsou Teze předložené prvnímu sjezdu slovanských filologů v Praze roku 1929. Pražská škola, jejímž je PLK jádrem, je jednou ze tří velkých strukturalistických škol předválečné lingvistiky.

## Historie školy
PLK byl založen 6. října 1926 v pracovně anglisty Viléma Mathesia v anglickém semináři ve Veleslavínově ul. č. 4. Zakládající schůzky se účastnilo pět členů (B. Havránek, R. Jakobson, V. Mathesius, íránista a turkolog Jan Rypka (který se dále na činnosti Kroužku výrazněji nepodílel), B. Trnka) a host, dr. Henrik Becker z lipské univerzity, který proslovil přednášku "Der europäische Sprachgeist". Několik let se Kroužek vzhledem k malému počtu účastníků (méně než deset) scházel mimo oficiální prostory i po bytech jednotlivých členů, což umožnilo stmelení vzájemných vztahů. V prvních letech existence PLK se o jeho popularitu ve světě zasloužil nejvíce Nikolaj Sergejevič Trubeckoj, který měl ve světě z členů PLK největší věhlas. Další stoupenci pražské školy byli např. Josef Vachek, Otokar Fischer, Josef Ludvík Fischer, Vojtěch Jirát, Václav Machek, v další generaci Karel Horálek, Pavel Trost, Vladimír Skalička, František Daneš; z brněnské univerzity Adolf Kellner; Miloš Dokulil, Arnošt Lamprecht; z olomoucké univerzity Miroslav Komárek; z emigrantů dále např. český rusista ruského původu Leontij Vasiljevič Kopeckij atd.

## Zaměření školy

### Teorie jazykového znaku
Pražský lingvistický kroužek si dal za úkol kritické přehodnocení soudobé lingvistiky. Přitom vycházel především z myšlenek strukturalismu uvedeného do jazykovědy Saussurem. Přijal za svou bilaterální teorii jazykového znaku jako arbitrární (tj. nemotivovanou) jednotu označovaného (fr. "signifié") a označujícího (fr. "signifiant"), i když někteří členové PLK, především Roman Jakobson, zdůrazňovali ikonickou povahu jazykových jevů. PLK rozvíjel tvůrčím způsobem učení o saussurovských dichotomiích jako např. signifié a signifiant, langue a parole či významem a hodnotou (valeur). Často se snažil o syntézu mezi nimi.

### Komparativní lingvistika
Kriticky se PLK postavil k historické komparativní lingvistice tím, že zdůraznil své synchronní, nikoli diachronní zaměření. Komparativní lingvistice německého původu vyčítal atomizovaný přístup k jednotlivým hláskám a jejich změnám jako izolovaným událostem bez přihlédnutí k systému hlásek jako celku.

### Fonologie
Nejpřínosnější práce PLK jsou ty, které se zabývaly fonologií a morfologií. Hlavní zásluhu o etablování fonologie jako samostatné vědecké disciplíny měl Trubeckoj. Fonologie zavádí do studia hlásek emický princip neboli funkční hledisko. Dva akusticky rozdílné zvuky mohou být z funkčního hlediska považovány za jediný foném. Např. znělá a neznělá hláska ř je jedním fonémem, protože na rozdíl od jiných souhlásek nemá u ř opozice znělosti (znělá/neznělá hláska) distinktivní (neboli význam rozlišující) význam.

### Příznakovost
Nejznámější teorií PLK v obecné lingvistice je učení o příznakovosti. Vzniklo ve fonologii. Její morfologická verze byla vypracována Romanem Jakobsonem v článku Zur Struktur des russischen Verbums (1932). Teorie příznakovosti je založena na myšlence privativního binárního protikladu (opozice). Privativní protiklad existuje tam, kde se oba členy liší přítomností nebo nepřítomností téhož formálního rysu. Člen opozice, který tento rys má, se nazývá příznakový člen, a člen, který jej postrádá, je bezpříznakový. Podle Jakobsona jsou všechny morfologické kategorie důsledně binární či poskládány z binárních protikladů. Teorie příznakovosti má uplatnění i v sémantice. Pro bezpříznakový člen je zvlášť charakteristický neutrální význam. Bezpříznakový člen nevypovídá nic o přítomnosti či absenci významu příznakového členu. V češtině např. může mužský rod, který je bezpříznakovým členem rodové opozice, označovat i osoby ženského pohlaví.

### Funkcionalismus
Funkcionalismus Pražského lingvistického kroužku je motivován částečně snahou vydobýt jazykovědě autonomní, na fyzické a mentální realitě nezávislý, předmět (systém), částečně také teleologickým pojetím jazykových jevů jako prostředků komunikace.[zdroj?] Pro přílišný důraz na funkci nechala Pražská škola nevyřešený ontický problém jazyka. Jazyk chápe jako sociálně-interpersonální objekt zvláštní povahy, který je systémem formálních jednotek (foném, morfém, lexém, syntagmém) sloužících ke komunikaci mentálních obsahů.

## Publikace
Tribunou PLK byla série monografií a sborníků s francouzským názvem Travaux du Cercle Linguistique de Prague (TCLP). Travaux byly obnoveny v 60. letech speciálním číslem věnovaným protikladu mezi pojmy centrum a periferie. PLK vydává také prestižní lingvistický časopis Slovo a slovesnost.